# Hongqi CA72
La Hongqi CA72 est une automobile produite par le constructeur chinois FAW Hongqi. Il s'agissait du tout premier véhicule automobile de série produit par la société, marquant ainsi l'avènement de la construction automobile en Chine. Ce modèle, première berline de représentation conçue et fabriquée sur le territoire chinois, fut produit durant la période s'étendant de 1959 à 1965. Réservé à une clientèle d'exception, à savoir les institutions étatiques et les hauts dignitaires du Parti communiste chinois, le CA72 était régulièrement utilisé lors de cérémonies officielles jusqu'aux années 1970. Force est de constater que de nombreux aspects techniques relatifs à sa conception et à sa fabrication demeurent aujourd'hui obscurs.

## Histoire

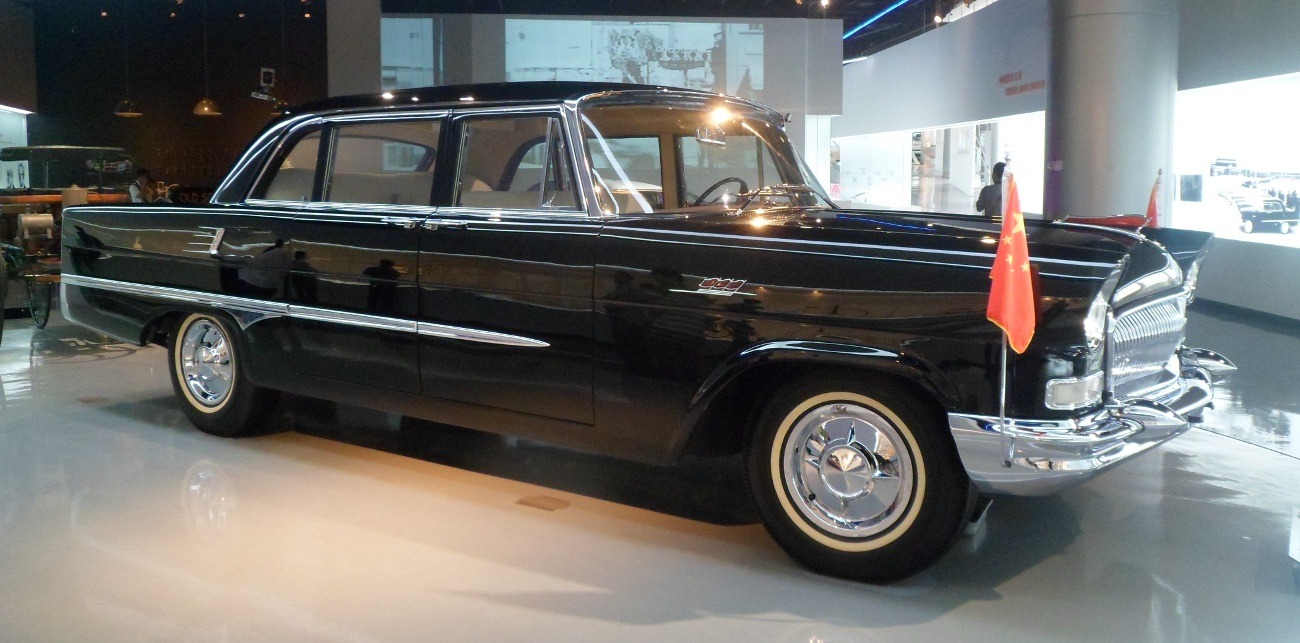
Un Hongqi CA72 de 1959 au Musée de l'automobile de Shanghai

La Hongqi CA72, fut créée par la First Automotive Works (FAW), établie à Changchun en 1953 grâce à l'assistance technique et financière de l'URSS, constitue une étape marquante dans l'histoire automobile chinoise. Initialement spécialisée dans la fabrication de véhicules utilitaires, notamment de lourds camions dérivés de modèles soviétiques commercialisés sous l'appellation Jiefang, la FAW répondit à l'appel national du Grand Bond en avant, lancé en 1958. Ce mouvement, visant à combler le retard industriel de la Chine, impacta profondément le secteur automobile. À partir de cette époque, plusieurs constructeurs chinois entreprirent de concevoir des voitures de tourisme destinées au marché intérieur. Toutefois, en l'absence d'une industrie automobile nationale mature, ces nouveaux modèles s'inspiraient largement de modèles occidentaux importés en nombre restreint. Si la copie pure et simple était proscrite, la plupart de ces véhicules se distinguaient davantage par leur esthétique que par leur technologie, les plateformes étrangères étant souvent reprises et reproduites intégralement. Parmi les premiers modèles sortis des chaînes de montage chinoises, on peut citer la Dongfeng CA71, une berline de classe moyenne développée par la FAW et s'inspirant de la Simca Vedette française, tout en étant équipée d'un moteur six cylindres Mercedes-Benz. En parallèle, la FAW travaillait sur des projets plus ambitieux, destinés à équiper les hautes personnalités de l'État. C'est ainsi que naquit la Hongqi CA72, à l'initiative de Mao Zedong lui-même, qui exprima en 1955 le souhait de voir la Chine disposer de ses propres limousines de prestige, afin de remplacer les modèles soviétiques alors en service. 

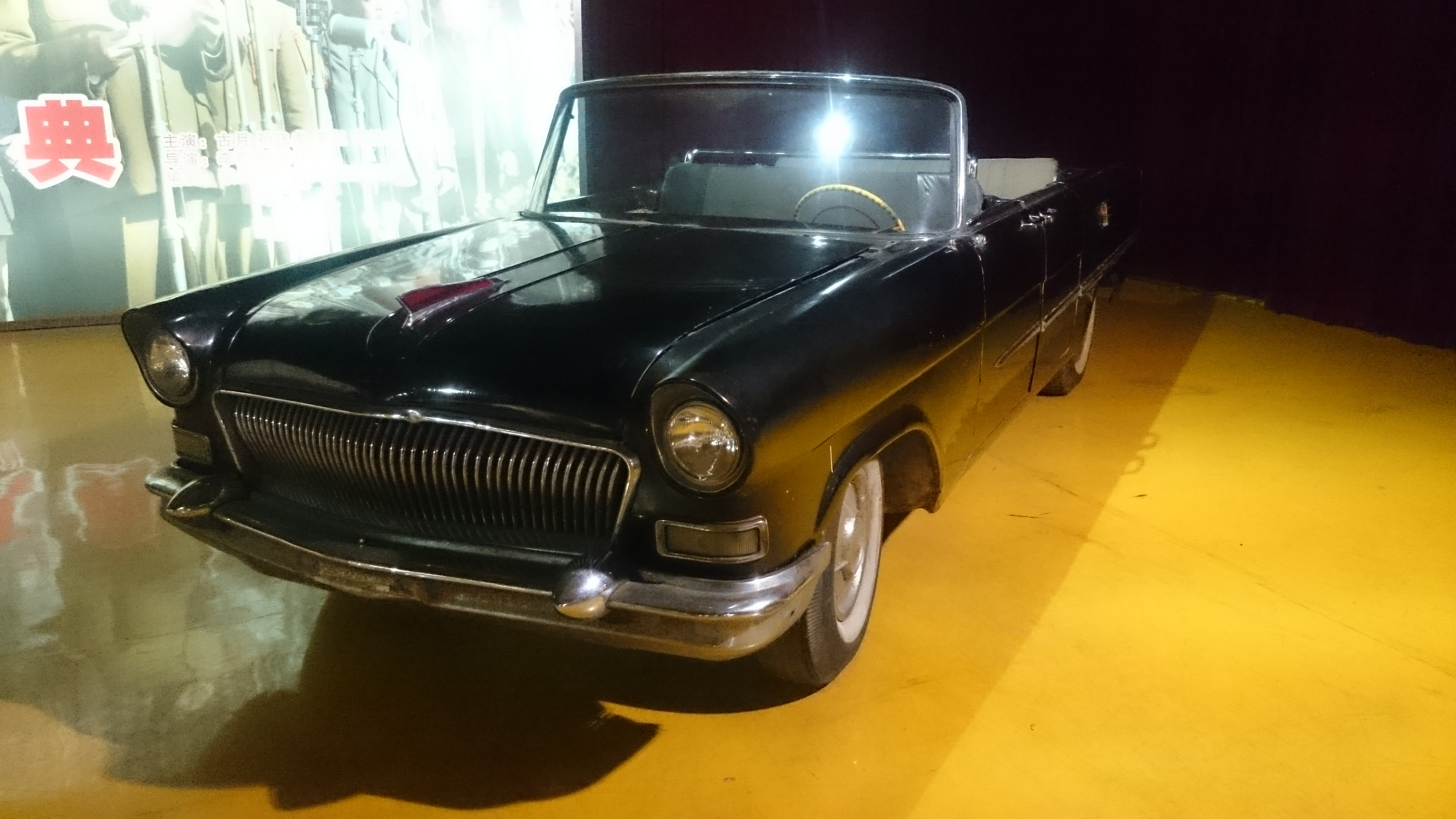
Hongqi CA72 Cabriolet

C'est en août 1958 qu'aboutit la réalisation du premier prototype de berline. La FAW décida de baptiser ce modèle "Hongqi", en allusion au symbole révolutionnaire du drapeau rouge. Compte tenu de l'échéance extrêmement serrée imposée par le pouvoir politique, fixant la date limite de la production industrielle à l'année suivante, il apparut clairement qu'il ne s'agissait pas d'un prototype entièrement conçu de toutes pièces par la FAW. En réalité, le constructeur chinois se borna à reprendre et à transformer en profondeur une Chrysler Imperial, modèle 1955, qu'il avait pu acquérir et étudier à Jilin, ville où était située son usine.
Le premier archétype de ce véhicule présentait déjà, dans ses proportions et ses fondations techniques, une étonnante proximité avec le modèle destiné à la production en série. Néanmoins, au niveau de l'enveloppe extérieure, des dissemblances notables apparaissaient. L'archétype se distinguait par une large frise chromée courant le long de ses flancs. Au-dessus des roues postérieures, une ample prise d'air, bordée elle aussi de chrome, venait capter l'air frais. La calandre, évoquant un éventail déployé, était particulièrement étroite en sa partie inférieure, s'élargissant considérablement vers le sommet. Cette configuration revêtait une signification symbolique en Chine, faisant écho au caractère chinois représentant l'éventail. Ces éléments distinctifs ne furent pas retenus pour la version de série. Dans les ouvrages spécialisés, l'archétype est souvent décrit comme étant d'une esthétique peu flatteuse, voire grossière. Au cours des six mois qui suivirent, six autres prototypes virent le jour, parmi lesquels deux cabriolets à quatre portières. Chacun de ces prototypes présentait des particularités propres, se différenciant ainsi tant du modèle initial que de la version définitive destinée à la production.

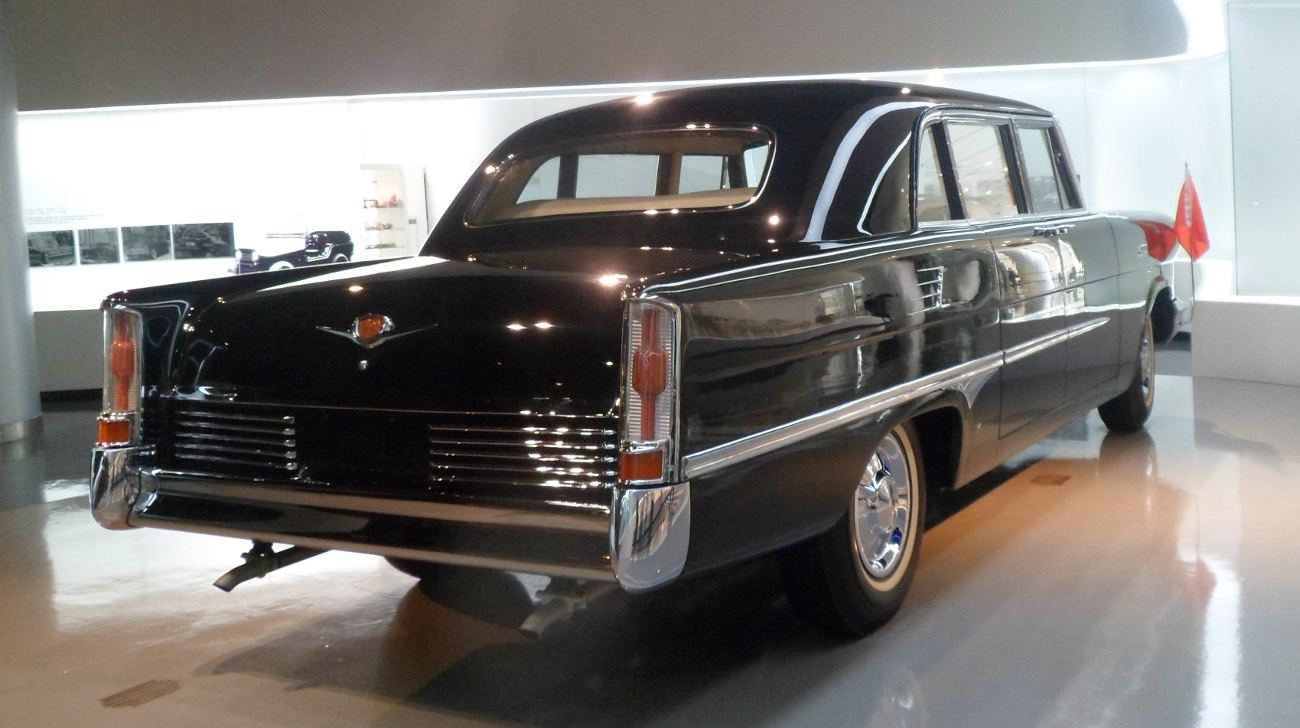
Hongqi CA72 arrière

En 1959, les usines FAW donnèrent enfin le coup d’envoi à la production en série de la berline, désormais baptisée Hongqi CA72, laquelle se poursuivit jusqu’aux environs de 1965, voire 1967 selon les sources. Bien que ses fondations techniques fussent issues des ateliers de Mopar, son allure extérieure s’inspirait grandement de la GAZ-21 Volga soviétique, quoique Hongqi en eût magnifié les proportions, lui conférant une allure évoquant celle des  limousines ZIL-111. Jusqu’en 1962, la CA72 conquit les faveurs du public aux dépens de la berline Beijing CB4, produite par les usines Beijing Automobile Works. Cette dernière, bien que d’apparence plus moderne (elle était elle aussi dérivée d’une grande berline américaine, la Buick Special des années 1950), ne parvint pas à supplanter sa rivale. À la différence de la CB4, la Hongqi CA72 fut l’objet de constantes améliorations techniques au fil des ans. Ces dernières portèrent notamment sur le système de freinage, initialement jugé trop peu puissant. À compter de 1965, la dénomination Hongqi fut modifiée pour devenir CA770. Sur le plan esthétique comme sur celui de la mécanique, le CA770 ne se distinguait guère de son prédécesseur, conservant notamment la motorisation Mopar des années 1950, qui équipa tous les modèles jusqu’à l’arrêt définitif de la production en 1981.